# Gymnopilus konkinyerius
Gymnopilus konkinyerius là một loài nấm thuộc họ Cortinariaceae.